# Molophilus (Molophilus) perhirtipes
Molophilus (Molophilus) perhirtipes is een tweevleugelige uit de familie steltmuggen (Limoniidae). De soort komt voor in het Australaziatisch gebied.